# Michael Landon
Michael Landon, ursprungligen Eugene Maurice Orowitz, född 31 oktober 1936 i Forest Hills i Queens i New York, död 1 juli 1991 i Malibu, Kalifornien, var en amerikansk skådespelare, manusförfattare, regissör, TV-producent och sångare. Landon är känd för sina roller som 'Little Joe' Cartwright i Bröderna Cartwright (1959–1973), Charles Ingalls i Lilla huset på prärien (1974–1983) och Jonathan Smith i Highway to Heaven (1984–1989).

## Biografi

### Uppväxt
Michael Landon föddes i ett område i Queens. Hans föräldrar Eli Maurice Orowitz (3 juni 1896 – 25 februari 1959) och Peggy, född O'Neill (1909–1982), var verksamma som skådespelare och biografdirektör respektive verksam som dansare och artist. Landon var familjens andra barn efter dottern Evelyn (1933–2003). Fadern var jude, medan modern tillhörde en irländsk katolsk familj. År 1941 flyttade familjen till Philadelphiaförorten Collingswood i New Jersey. Han firade sin bar mitzva i Temple Beth Sholom, en konservativ synagoga i Haddon Heights, ett område som inte tillät judar förrän efter andra världskriget. Han studerade vid Collingswood High School.
Under sin barndom var Landon ständigt oroad över sina föräldrars gräl, sin mors instabila beteende och hennes olika självmordsförsök. När familjen vid ett tillfälle semestrade på en strand, försökte hon dränka sig. Michael räddade henne men strax därefter betedde sig modern som om ingenting hade hänt. Landon sade senare att det var den värsta upplevelsen i hans liv. Överbelastningen av stress på grund av moderns strikta regim samt självmordsförsök orsakade Landons problem med sängvätning som fortsatte upp i tidiga tonåren. Hans mor hängde som straff ut hans våta lakan utanför hans sovrumsfönster, så att alla skulle kunna se dem. Detta ledde till att han dagligen sprang hem för att försöka ta bort lakanen innan hans klasskamrater kunde se dem. Dessa upplevelser inspirerade Landon till att skriva och regissera den biografiska TV-filmen The Loneliest Runner (1976). Han kom senare att regissera ytterligare några filmer där han hämtade inspiration från sin egen livshistoria.
I high school var Landon spjutkastare och 1954 erhöll han ett stipendium till University of Southern California, men han skadade axeln och fick därför avsluta sin spjutkastningskarriär och även sin medverkan i USC:s löparlag. Detta ledde till att han flyttade och istället började agera i småroller i olika teaterpjäser.

### Karriär
Vid den här tiden beslutade sig Landon för att satsa på en skådespelarkarriär. Men eftersom hans dåvarande efternamn inte kändes passande för en skådespelare, ändrade han det till ett namn han hade hittat i telefonkatalogen i Los Angeles. Hans första större framträdande var i tv-serien Telephone Time i titelrollen i avsnittet "The Mystery of Casper Hauser". Det blev efter det fler roller i filmer som Ung desperado (1957), Maracaibo brinner (1958), Någon är skyldig (1958), Guds lilla land (1958) och Tom Dooley – rebellen (1959), samt i olika tv-serier, såsom Crossroads, Restless Gun, Sheriff of Cochise, US Marshal, Crusader, Frontier Doctor, The Rifleman, The Adventures of Jim Bowie, Johnny Staccato, Wire service, General Electric Theater, The Court of Last Resort, State Trooper, Tales of Wells Fargo, Texan, The Tall Man, Tombstone Territory, Trackdown och i Wanted: Dead or Alive, med Steve McQueen i huvudrollen. Landon medverkade också från 1956 i tv-serien Cheyenne och återkom flera gånger i den serien under ett par år, från att vara statist till att få allt större roller. 

#### Singlar
År 1957 släppte Candlelight Records en singel där Michael Landon sjöng Gimme a Little Kiss (Will "Ya" Huh)/Be Patient With Me, då han var som mest populär med rollen i filmen Ung desperado. År 1962 släpptes både A- och B-sidan av skivan åter av Fono-Graf, då med en bild på Landon som Little Joe Cartwright i Bröderna Cartwright. Landons låtar blev båda hits i radioprogrammet Tio i topp 1962 (tvåa respektive trea på listan). Han turnerade i de svenska folkparkerna 1962. År 1964 släppte Landon på RCA Victor Records ytterligare en singel, Linda Is Lonesome/Without You. Dessa singlar har sedan dess samlats och utgivits på cd-skiva av Bear Family Records, tillsammans med spår från andra medverkande i Bröderna Cartwright. 

#### Bröderna Cartwright
Landon slog igenom stort när han vid 22 års ålder, 1959, fick spela sin första huvudroll i en tv-serie. Detta i rollen som Joseph 'Little Joe' Cartwright i westernserien Bröderna Cartwright (Bonanza), en av de första tv-serierna som sändes i färg. Övriga huvudroller spelades av Lorne Greene, Pernell Roberts och Dan Blocker. Under sin sjätte säsong (1964-1965) toppade serien tv-listan och förblev nummer ett i tre år framöver.
Tack vare sin stora popularitet kunde Landon förhandla med den exekutive producenten David Dortort och NBC om att även få skriva och regissera några avsnitt i serien. 1962 skrev Landon sitt första manus och 1968 regisserade han för första gången ett avsnitt. På frågan om varför han önskade skriva manus svarade han: "Jag vill att folk ska skratta och gråta, inte bara sitta och stirra på TV:n. Jag vill skapa karaktärer som har en positiv inverkan, som passar in i människors liv och gör vad som är bäst för dem." 
Efter vännen och kollegan Dan Blockers (Hoss Cartwright) plötsliga död i maj 1972, såg inte producenterna någon möjlighet för en annan skådespelare att ersätta honom. Det var första gången ett tv-program lät en manlig huvudkaraktär dö, först långt senare kom förklaringen till varför Hoss hade avlidit så hastigt. Efter närmare 14 år sjönk tittarsiffrorna under det som skulle bli den sista säsongen och NBC beslöt sig för att lägga ner serien i november 1972. Det allra sista avsnittet sändes den 16 januari 1973.
Tillsammans med Lorne Greene och Victor Sen Yung, medverkade Landon i alla 14 säsonger av serien, Landon medverkade i 429 av totalt 430 avsnitt. Landon var fortsatt lojal mot många av sina kollegor från serien, inklusive producenten Kent McCray, regissören William F. Claxton, och kompositören David Rose, som alla samarbetade med honom inte bara under tiden med Bröderna Cartwright utan också fortsatt med Lilla huset på prärien och Highway to Heaven.

#### Lilla huset på prärien
1974, året efter att Bröderna Cartwright lades ner spelade Landon huvudrollen som Charles Ingalls i pilotavsnittet till vad som också skulle komma att bli en mycket framgångsrik tv-serie, Lilla huset på prärien (Little House on the Prairie), återigen för NBC.
Serien handlar om en amerikansk nybyggarfamiljs öden och äventyr i Minnesota under det sena 1800-talet. Serien är fritt baserad på Laura Ingalls Wilders självbiografiska böcker, först publicerade 1935, i tv-serien porträtterades hon av den då nioåriga skådespelaren Melissa Gilbert. Förutom Gilbert medverkade två andra då okända skådespelare, Melissa Sue Anderson, som spelade den äldre systern Mary Ingalls och Karen Grassle som spelade Charles fru, Caroline. Som skådespelare, verkställande producent, manusförfattare och regissör var Landon, från början till slut, den drivande kraften bakom serien. Lilla huset på prärien, som blev en framgång från första säsongen, betonade familjevärderingar och relationer.
Michael Landons kollegor från Lilla huset på prärien har vittnat om den stora passion som inspirerade Landon att skapa, skriva och spela i serien; för honom var det som att skapa och iscensätta den kärleksfulla och välmående familj som han längtat efter och drömt om som tonåring. 
Serien nominerades bland annat till flera Emmy och Golden Globe Awards samt mottog en Spur Award. Efter åtta säsonger döptes serien om 1982 av NBC till Little House: A New Beginning, och fokuserade nu på Lauras egen familj, familjen Wilder. Landon förblev seriens exekutiva producent, regissör och manusförfattare, men Charles och Caroline Ingalls medverkade inte längre i handlingen, bortsett från några gästframträdanden av Landon de sista två åren. Detta blev det sista kapitlet om Lilla huset på prärien, som lades ner 1983. Men de följande året gjordes tre tv-filmer som sändes åren 1983-1984 och som avslutade berättelsen om familjen Ingalls och de andra invånarna i Walnut Grove. 
År 1984 förärades Michael Landon en stjärna på Hollywood Walk of Fame vid 1500 North Vine Street.

#### Highway to Heaven
Efter att ha producerat både Lilla huset på prärien och senare Father Murphy spelade Landon ånyo huvudrollen i ytterligare en framgångsrik serie. I Highway to Heaven spelade han en ängel (som tagit sig namnet Jonathan Smith), vars uppgift är att hjälpa människor, för att förtjäna sina vingar.
Idén om en ängel som besöker jorden fick Landon när ett av hans barn var allvarligt sjuk och han ville göra en tv-serie om för honom viktiga ämnen och andliga frågor. Hans motspelare i serien var Victor French (som tidigare medverkade i Lilla huset på prärien och även i Bröderna Cartwright) som den före detta polisen Mark Gordon. Landon var seriens verkställande producent, manusförfattare och regissör. 
Under säsong fyra sjönk Highway to Heavens tittarsiffror och i juni 1988 meddelade NBC att serien enbart skulle återvända med en förkortad femte säsong, vilket också skulle bli dess sista. De sista avsnitten spelades in under hösten 1988, och sändes från maj till augusti 1989. Landons vän och kollega Victor French kom dock inte att leva då seriefinalen sändes; han avled i lungcancer den 15 juni 1989, efter att ha blivit diagnostiserad endast två månader tidigare.

#### Andra projekt
Landon skrev manus och regisserade långfilmen Sam's Son 1984, vilken var löst baserad på hans egen ungdom. Huvudrollerna i filmen spelades av Timothy Patrick Murphy, Eli Wallach, Anne Jackson, Hallie Todd och James Karen. Karen hade tidigare arbetat för Landon på tv-filmen Little House: The Last Farewell.
Efter att Highway to Heaven lagts ner, men innan Landon övergick till CBS, skrev och regisserade han tv-filmen Where Pigeons Go to Die (1990). Baserat på romanen med samma namn, filmens huvudroll spelades av Art Carney och nominerades till två Emmy awards.
Fram till och med Highway to Heaven sändes alla Landons tv-program på NBC, detta under en period på 30 år. Men efter nedläggningen av Highway to Heaven och på grund av osämja med ledningen på NBC flyttade han istället till CBS och medverkade 1991 i ett två timmar långt pilotavsnitt med titeln Us. Den var tänkt att spelas in som serie och bli Landons fjärde storsatsning, men på grund av att Michael Landon insjuknade spelades ingenting mer in utöver pilotavsnittet.

### Privatliv
Michael Landon var gift tre gånger, och var far till nio barn, varav tre var adopterade. Hans första äktenskap var med rättssekreteraren Dodie Levy-Fraser; de gifte sig i mars 1956 och skilde sig 1962. I detta äktenskap adopterade Landon sin hustrus biologiska son Mark Fraser Landon (född 1 oktober 1948, död 11 maj 2009) och spädbarnet Josh Fraser Landon (född 11 februari 1960). Sitt andra äktenskap ingick Landon med skådespelaren Marjorie Lynn Noe (1933–2015) den 12 januari 1963 och de skilde sig 1982. I detta äktenskap adopterade Landon sin hustrus biologiska dotter Cheryl Lynn Landon (född Cheryl Ann Pontrelli den 16 november 1953) och tillsammans fick de barnen: Leslie Ann Landon (född 11 oktober 1962), Michael Landon Jr. (född 20 juni 1964), Shawna Leigh Landon (född 3 december 1971) och Christopher Beau Landon (född 27 februari 1975). Sitt tredje äktenskap ingick Landon med makeupartisten från Lilla huset på prärien, Cindy Clerico, (född 1957). De gifte sig den 14 februari 1983 och fick tillsammans Jennifer Rachel Landon (född 29 augusti 1983) och Sean Matthew Landon (född 5 augusti 1986). 
I februari 1959 avled Landons far av en hjärtattack och i mars 1982 avled hans mor.

#### Sjukdom och död
Landon drabbades av svåra buksmärtor den 2 april 1991 under en skidsemester i Park City i Utah. Den 4 april hade Landon flugit hem för att lämna ett antal prover på Cedars Sinai-sjukhuset. Den 5 april fick han diagnosen cancer i bukspottskörteln, vilken hade spridit sig till levern och lymfkörtlarna. Cancern var inte möjlig att operera och bedömdes vara både obotlig och dödlig. För att undvika spekulationer från skvallerpressen höll Landon en presskonferens i sitt hem i Malibu den 8 april, där han berättade om sin cancer och hur han ämnade besegra sjukdomen. Den 18 april, två veckor efter cancerbeskedet, genomgick Landon sin första cellgiftsbehandling. Två veckor senare undersöktes han med hjälp av datortomografi på St Vincent Medical Center i Los Angeles, där läkarna konstaterade att cancertumören hade blivit dubbelt så stor. Den 9 maj 1991 gjorde Landon sitt sista offentliga framträdande på The Tonight Show med Johnny Carson. Den 20 maj försämrades Landons tillstånd allvarligt. Efter en av cellgiftsbehandlingarna blev han andfådd, fick bröstsmärtor och kollapsade. En blodpropp som bildats i benet hade orsakat lungemboli. Landon lades in på sjukhus, men redan efter fyra dagar skrevs han ut. Den 16 juni besökte Landon återigen St Vincent Medical Center och läkaren förklarade då att det inte gick att hålla cancern, som nu hade spridit sig till flera organ, i schack. Den 24 juni hade Landon avbrutit all behandling och han avled den 1 juli 1991 Malibu, 54 år gammal.  
Michael Landon är begravd på Hillside Memorial Park Cemetery i Culver City i Kalifornien, tillsammans med sin son Mark, som avled i maj 2009.

## Eftermäle
Landons son, Michael Jr., producerade efter faderns död ett minnesprogram, Michael Landon: Memories with Laughter and Love (1991), där skådespelarens familj, och ett antal vänner och kollegor medverkar och berättar om sina minnen av Landon.
En tv-film, Michael Landon, the Father I Knew, där Landons son Michael Jr. var med och skrev manus samt regisserade, sändes på CBS i maj 1999. John Schneider spelade där titelrollen som Michael Landon, Cheryl Ladd spelade Lynn Noe och Joel Berti gjorde rollen som Michael Landon, Jr. själv. Filmen berättar historien från Landon Jr:s synvinkel, dels om föräldrarnas skilsmässa, dels om hans fars förtida död, med en handling som sträcker sig från 1960-talet fram till det tidiga 1990-talet.

## Filmografi i urval
- 1956 – Angeläget ärende
- 1956 – Letter to Loretta (TV-serie)
- 1956–1957 – Crossroads (TV-serie)
- 1956–1957 – Telephone Time (avsnitten "Mystery of Caspar Hauser"/"Fight for the Title") (TV-serie)
- 1957 – Ung desperado
- 1958 – Maracaibo brinner
- 1958 – Någon är skyldig
- 1958 – Guds lilla land
- 1958–1959 – Wanted: Dead or Alive (TV-serie)
- 1958–1959 – Tombstone Territory (TV-serie)
- 1958–1959 – Playhouse 90 (TV-serie)
- 1958–1959 – The Rifleman (TV-serie)
- 1959 – Tom Dooley – rebellen
- 1959–1973 – Bröderna Cartwright (TV-serie)
- 1961 – Bara på skoj (cameoroll som Little Joe Cartwright)
- 1970 – The Red Skelton Show (TV-serie)
- 1974 – It's Good to Be Alive (TV-film) (regi)
- 1974 – The Jackie Robinson Story (TV-film) (regi)
- 1974–1983 – Lilla huset på prärien (TV-serie)
- 1975 – The Dean Martin Celebrity Roast: Michael Landon (TV-serie)
- 1976 – The Loneliest Runner (TV-film)
- 1978 – Killing Stone (TV-film) (regi)
- 1979 – Little House Years (TV-film)
- 1981–1983 – Father Murphy (TV-serie) (regissör/producent)
- 1983 – Love Is Forever (TV-film)
- 1983 – Little House: Look Back to Yesterday (TV-film)
- 1984 – Little House: Bless All the Dear Children (TV-film) (endast speaker)
- 1984 – Little House: The Last Farewell (TV-film)
- 1984 – The Dean Martin Celebrity Roast: Michael Landon (TV-serie)
- 1984–1989 – Highway to Heaven (TV-serie)
- 1984 – Sam's Son
- 1990 – Where Pigeons Go to Die (TV-film)
- 1991 – Us (TV-film)